# Harrington (Washington)
Harrington és una població dels Estats Units a l'estat de Washington. Segons el cens del 2000 tenia 426 habitants.

## Demografia
Segons el cens del 2000, Harrington tenia 426 habitants, 187 habitatges, i 115 famílies. La densitat de població era de 432,8 habitants per km².
Dels 187 habitatges en un 27,3% hi vivien nens de menys de 18 anys, en un 51,9% hi vivien parelles casades, en un 7% dones solteres, i en un 38% no eren unitats familiars. En el 36,4% dels habitatges hi vivien persones soles el 15% de les quals corresponia a persones de 65 anys o més que vivien soles. El nombre mitjà de persones vivint en cada habitatge era de 2,25 i el nombre mitjà de persones que vivien en cada família era de 2,92.
Per edats la població es repartia de la següent manera: un 25,6% tenia menys de 18 anys, un 4,2% entre 18 i 24, un 22,3% entre 25 i 44, un 25,1% de 45 a 60 i un 22,8% 65 anys o més.
L'edat mediana era de 43 anys. Per cada 100 dones de 18 o més anys hi havia 98,1 homes.
La renda mediana per habitatge era de 29.792 $ i la renda mediana per família de 45.000 $. Els homes tenien una renda mediana de 30.625 $ mentre que les dones 16.563 $. La renda per capita de la població era de 17.744 $. Aproximadament el 3,8% de les famílies i el 12% de la població estaven per davall del llindar de pobresa.

## Poblacions més properes
El següent diagrama mostra les poblacions més properes.